# Министерство культуры, спорта и туризма Вьетнама
```
2019 в 
бухте Халонг
, Вьетнам]]-->
```

Министерство культуры, спорта и туризма Вьетнама (Bộ Văn hóa, Thể thao và Du lịch) — министерство в составе правительства Вьетнама, ответственное за государственное управление в сферах культуры, семьи, спорта и туризма по всей стране, а также за управление государственными услугами в этих областях. Министерство было основано в 2007 году в результате слияния Комитета по физической культуре и спорту Вьетнама, Главного управления туризма и Отдела культуры Министерства культуры и информации.

## Подразделения
- Департамент по делам семьи
- Департамент традиционной культуры
- Департамент библиотек
- Департамент науки, технологий и окружающей среды
- Департамент обучения
- Департамент законодательной деятельности
- Департамент планирования и финансов
- Департамент международного сотрудничества
- Департамент организации и персонала
- Инспекция Министерства
- Офис Министерства
- Генеральное агентство туризма
- Генеральное агентство спорта
- Агентство изобразительного искусства, фотографии и выставок
- Агентство международного сотрудничества
- Агентство фонда культуры
- Агентство по авторским правам
- Агентство кинематографа
- Агентство исполнительских искусств
- Агентство культурного наследия